# زبان رمزگذاری‌شده دستی
زبان‌های رمزگذاری‌شده دستی خانواده‌ای از روش‌های ارتباطی حرکتی هستند که شامل هجی کردن با دست و همچنین زبان‌های فراساخته می‌شوند که دستور زبان و نحو زبان‌های شفاهی را مستقیماً به صورت حرکتی-تصویری کنار یکدیگر قرار می‌دهند (همان نسخه‌های اشاره از زبان‌های گفتاری). برخلاف زبان اشاره که در جوامع ناشنوایان به‌طور طبیعی تکامل یافته‌است، این رمزگذاری‌های دستی اختراع آگاهانه مربیان ناشنوا و شنواست. این گروه بیشتر از دستور زبان زبان گفتاری، یا به عبارت دقیق‌تر از گونه نوشتاری آن، پیروی می‌کنند.